# Pittosporum berberidoides
Pittosporum berberidoides är en tvåhjärtbladig växtart som beskrevs av Isaac Henry Burkill. Pittosporum berberidoides ingår i släktet Pittosporum och familjen Pittosporaceae. Inga underarter finns listade.